# Kopalnia złota Makmal
Kopalnia złota Makmal – kopalnia złota w Kirgistanie w rejonieToguz-Toro w obwodzie dżalalabadzkim. 

## Historia
Kopalnia znajduje się 630 km od Biszkeku i 47 km od wsi Kazarman na wysokości 2350–2800 m n.p.m. Około 400 metrów na wschód od kopalni płynie rzeka Makmal, a 1,3 km na zachód rzeka Kichi-Makmal. Na potrzeby kopalni zbudowano ujęcie wód podziemnych. Wydobycie rozpoczęto w 1986 roku i prowadzono metodą odkrywkową do 2001 roku. 
Po 2001 roku zbudowano sztolnie i rozpoczęto podziemne wydobywanie rudy złota. Kopalnia miała zakład, w którym odzyskiwano złoto z rudy przy pomocy cyjanku. Pozostałości odprowadzano do osadnika znajdującego się 12 km od wsi Kazamaran. Początkowo planowano wydobycie przez 10 lat, potem czas wydobycia wydłużano. W 2016 roku kopalnia zatrudniała 1006 pracowników w tym 370 przy wydobyciu. Ponieważ od 2012 roku kopalnia musiała być dotowana w sierpniu 2018 roku podjęto decyzję o zaprzestaniu wydobycia. 
W 2018 roku przetarg na zarządzanie kopalnią wygrała chińska firma Manson Group LLC. Miała ona przeznaczyć 75 mln USD na sfinansowanie projektu i zatrudnić 800 osób. W zamian otrzymała 70% udziałów spółki joint venture, a firma Kirgizaltyn – pozostałe 30%. Firma ma przeznaczać rocznie 10 mln dolarów na regionalny fundusz rozwoju. Nowa spółka nosi nazwę Makmal Gold Company. Spółka planuje dodatkowe rozpoznanie złoża, przeróbkę odpadów poflotacyjnych i hałd zakładu.
Kopalnia wydobywała ponad 1,2 miliona funtów złota rocznie. 